# Wotan (motorfiets)
Wotan is een historisch merk van motorfietsen.
De bedrijfsnaam was Wotan-Fahrzeug AG, Dresden, later Wotan-Werke, Chemnitz en Leipzig (1921-1925).
Hoewel het aantal adreswijzigingen van dit Duitse merk op een rumoerige geschiedenis wijzen, maakte Wotan voornamelijk primitieve 170 cc tweetakten, maar ook 600 cc V-twins. Het jaar 1925 was voor dergelijke kleine Duitse producenten een rampjaar: ruim 150 sloten de poorten en daar hoorden de Wotan-Werke ook bij.